# Zulu (språk)
Zulu, även känt som isiZulu, är ett bantuspråk som talas av ungefär 9 miljoner människor. Majoriteten av dem (över 95 procent) bor i Sydafrika, men det finns också zulutalare i eSwatini och Moçambique. Zulu är ett av Sydafrikas 11 officiella språk och också det språk som flest talar (23 procent av Sydafrikas befolkning har det som modersmål och ungefär 50 procent förstår det). 
Zulu är ett agglutinerande språk och tillhör språkgruppen ngunispråk, som ingår i bantuspråken. Utöver de 15 klickljuden märks i språkets fonologi även en tonad bilabial implosiva ("implosivt b"). Denna brukade tidigare återges i skrift med tecknet ɓ (versal Б), men nu används b för detta ljud (och digrafen bh för det explosiva [b]-et, förutom efter nasalerna där [b] alltid uttalas).
Skriftspråkets utveckling kontrolleras av Zulu Language Board i KwaZulu-Natal.
Språkets kända historia är knapp. Ngunifolket vandrade till dagens Sydafrika från Kongobäckenet ungefär under 1500-talet; zulufolket uppstod inom mthethwa i början av 1700-talet, men det är svårt att säga om deras språk var särskilt från andra ngunidialekter. Dagens zulu, xhosa och swati är ganska nära varandra. Zulu ingår i den så kallade zundagruppen (tillsammans med xhosa och till skillnad från swati, phuthi och ndebele).

## Geografisk fördelning
Zulu tillhör sydöstra gruppen inom bantuspråken (ngunigruppen). Utöver isiZulu tillhör även isiXhosa, siSwati och siNdebele i språkgruppen nguni. Språkvetare uttalar oftast inte prefixen framför namnen på språken, utan exempelvis endast zulu istället för isiZulu. Dock har det blivit vanligare bland den sydafrikanska befolkningen att uttala prefixen i namnen på språken efter apartheidtiden.
Den zulumigrerande befolkningen har tagit det till angränsande regioner, särskilt till Zimbabwe, där zulu kallas (de norra) ndebele. IsiZulu är nära besläktat med det andra sydafrikanska språket isiXhosa, vilket också är ett stort språk i Sydafrika .

## The Zulu language board
Olika styrelser skapades för de nio vanligaste inhemska språken under apartheidtiden. Genom denna styrelse under apartheidtiden blev utbildning på zulu väldigt begränsad. Efter demokratiseringen år 1994 ändrades The Zulu language board och har idag flera avdelningar. En stor del av språkstyrelsen vilar på avdelningen för kultur, vetenskap, konst och teknologi. Det finns också en ny avdelning som heter The Pan South African Language Board (PanSALB). I denna sektion tar man hand om språkplanering och har ansvaret att underlätta den fortsatta språkutvecklingen inom zulu. Den terminologiska utvecklingen har avdelningen The isiZulu Lexicography hand om. 
Idag undervisas zulu som ett ämne i alla nivåer i skolor. Språket har också stor inverkan i TV, radio och tidningar .